# Tetracera alnifolia
Tetracera alnifolia is een plantensoort uit de familie Dilleniaceae. Het is een grote lianensoort of meerstammige klimplant met witte bloemen. Het jonge blad kan als voedsel gegeten worden en het heldere sap uit de stengels heeft een genezende werking en kan ook gedronken worden.
De soort komt voor in tropisch Afrika, van Senegal tot in Angola. Hij groeit veelvuldig langs de zeekust en in mangrovemoerassen, maar komt ook meer landinwaarts voor. 